# 結晶化ガラス
結晶化ガラス（けっしょうかガラス）とは、ガラスを再加熱して結晶を析出させて作った材料である。
例として、Li2O-Al2O3-SiO2系がある。これはβ-石英が析出した、透明で低膨張の結晶化ガラスである。
熱膨張を小さく抑え、機械的強度を高め、軟化点を高くすることができ、耐熱ガラスとして有用である。パイロセラム、ネオセラムなどが該当する。